# 阿帕契弗拉茨 (亞利桑那州)
阿帕契弗拉茨（英語：Apache Flats）是位於美國亞利桑那州科奇斯縣的一個非建制地區。該地的面積和人口皆未知。

## 地理
阿帕契弗拉茨的座標為31°33′29″N 110°21′45″W / 31.55806°N 110.36250°W，而該地的平均海拔高度為1509米（即4951英尺）。